# Ode to Billy Joe
Ode to Billy Joe is een Amerikaanse coming-of-agedramafilm uit 1976 onder regie van Max Baer jr. De film is geïnspireerd op het bijna gelijknamige nummer uit 1967 van Bobbie Gentry.

## Verhaal
De film speelt af in een dorp nabij Tallahatchie River (Mississippi) in 1953. Bobbie Lee Hartley is een 15-jarig meisje dat in het proces van volwassenwording zit. Ze wil dolgraag uit met jongens, maar haar vader vindt dat ze nog niet oud genoeg is. Ze woont samen met haar oudere broer op de boerderij, waar haar vader werkt. De familie is verre van rijk; hun boerderij is zelfs niet voorzien van elektriciteit. Billy Joe Allister probeert haar het hof te maken en hoewel Bobbie Lee zich tot hem aangetrokken voelt, laat ze hem in eerste instantie niet toe.
Op een avond besluit Billy Joe om dronken te worden met zijn vrienden en belanden ze bij het plaatselijke bordeel. De avond loopt uit de hand; mensen gaan met elkaar op de vuist en uiteindelijk verdwijnt Billy Joe spoorloos. Hij brengt Bobbie Lee drie dagen later een bezoek en neemt haar mee naar een brug aan de rivier. Zij is inmiddels veelvoudig in protest gegaan bij haar ouders en mag sinds kort uitgaan met jongens. Ze bedrijven de liefde in de velden. Nadien vraagt ze Billy Joe waarom hij zo andergestemd is, waarop hij toegeeft dat hij gedurende de dronken nacht het bed heeft gedeeld met een man en hij sindsdien worstelt met zijn geaardheid. Bobbie Lee probeert hem gerust te stellen, maar hij is van streek en wil alleen gelaten geworden.
De volgende dag wordt Billy Joe's lichaam aangetroffen in de rivier; hij heeft die nacht zelfmoord gepleegd. Na de begrafenis besluit Bobbie Lee om de stad te verlaten. Dewey Barksdale, de baas van de zaagmolen waar hij werkte, brengt haar een bezoek en geeft toe dat hij de man is met wie Billy Joe seks heeft gehad. Hij heeft schuldgevoelens en wil het schandaal openbaar maken, maar Bobbie Lee overtuigt hem dat er geen noodzaak is om dit te doen; iedereen gelooft immers al dat zij zwanger is van Billy Joe's kind. Barksdale stemt toe en biedt haar een rit aan naar het dichtstbijzijnde station.

## Rolverdeling
| Acteur           | Personage            |
| ---------------- | -------------------- |
| Robby Benson     | Billy Joe McAllister |
| Glynnis O'Connor | Bobbie Lee Hartley   |
| Joan Hotchkis    | Anna 'Mama' Hartley  |
| Sandy McPeak     | Glenn 'Papa' Hartley |
| James Best       | Dewey Barksdale      |
| Terence Goodman  | James Hartley        |
| Becky Bowen      | Becky Thompson       |

## Achtergrond
Zangeres Bobby Gentry baseerde het lied op een waargebeurd verhaal, maar vertelde aan regisseur Max Baer dat ze niet wist waarom Billy Joe zelfmoord had gepleegd. Het verhaallijn dat Baer aan de film heeft toegevoegd is dus fictief. Titelrolspeler Robby Benson had moeite met de productie, omdat hij - tegen zijn zin in - make-up moest gebruiken; door ongenoegen besloot hij zijn eigen filmscenario's te schrijven, een waarvan een jaar later werd gerealiseerd als One on One (1977). De film was ondanks goede kritieken van de pers geen kassucces; een release bleef in Nederland uit omdat het verhaal te Amerikaans-gezind zou zijn waardoor het "voor het Europese publiek geen aantrekkingskracht heeft."